# Sign o' the Times (álbum)
Sign o' the Times es el noveno álbum de estudio —y segundo álbum doble— del artista Prince, lanzado el 30 de marzo de 1987. Le sigue a Parade (1986), y es el primer álbum en solitario del artista después de la ruptura con su anterior banda, The Revolution. Sign o' the Times es el resultado de sucesivos proyectos de Prince tales como Dream Factory, Camille (un alter ego de Prince, con la voz acelerada) y el triple álbum Crystall Ball, que la Warner no le permitió editar.
Sign o' the Times fue aclamado casi instantáneamente como una obra maestra, tanto por los fanes como por la crítica (especialmente en Europa). En 1989 la revista Time Out lo eligió el mejor álbum de la historia. Hot Press Magazine lo ubicó tercero en su lista. La revista Time lo nombró el mejor de la década de 1980. Rolling Stone situó a Sign o' the Times en el puesto 93 en su lista de los 500 mejores álbumes de la historia.

## Detalles del álbum
Tres de las canciones del disco fueron grabadas entre 1979 y 1984: "Strange Relationship" y "I Could Never Take The Place Of Your Man". El resto fueron grabadas entre marzo y diciembre de 1986.
Sign o' the Times es el disco más ecléctico que Prince haya grabado nunca, abarcando una enorme variedad de estilos, tales como Rock, Pop, Soul, Funk, algunas bases tomadas del Dance e incluso Jazz o Jazz Electrónico. Prince se hace cargo de absolutamente todo esta vez, desde la composición hasta la instrumentación (exceptuando los instrumentos de viento), pasando por los arreglos y la producción. Como resultado, y a diferencia de sus anteriores trabajos con The Revolution, Sign o' the Times suena más funk y más electrónico que sus predecesores. Muchos críticos coinciden en definir este disco como uno de los más aventurados y arriesgados por parte de Prince, resaltando el minimalismo casi extremo de algunos tracks como "Forever In My Life" o "It", o los innovadores arreglos en canciones tales como "The Ballad Of Dorothy Parker" o "Housequake".
Sign o' the Times tuvo 3 singles en el top-ten, la mayor cantidad para Prince desde el éxito arrollador de Purple Rain (1984). Los tópicos aludidos desde las letras fluctúan entre el mensaje cuasi apocalíptico en "Sign 'O' The Times", el funk festivo de "Housequake", la lujuria en "It", o lo espiritual y religioso en "The Cross".
En el disco también encontramos el tema en vivo "It's Gonna Be A Beautiful Night", grabado en París en 1986 con The Revolution.

## Lista de canciones

### Disco uno
1. "Sign o' the Times" – 4:56
2. "Play in the Sunshine" – 5:05
3. "Housequake" – 4:42
4. "The Ballad of Dorothy Parker" – 4:02
5. "It" – 5:09
6. "Starfish and Coffee" – 2:50 (Prince/Susannah Melvoin)
7. "Slow Love" – 4:22 (Prince/Carole Davis)
8. "Hot Thing" – 5:39
9. "Forever in My Life" – 3:30

### Disco dos
1. "U Got the Look" – 3:58 (cantada a dúo con Sheena Easton)
2. "If I Was Your Girlfriend" – 4:54
3. "Strange Relationship" – 4:04
4. "I Could Never Take the Place of Your Man" – 6:31
5. "The Cross" – 4:46
6. "It's Gonna Be a Beautiful Night" – 8:59
7. "Adore" – 6:29

## Posicionamiento en listas
| Listas (1987)             | Máx. posición |
| ------------------------- | ------------- |
| U.S. Billboard 200        | 6             |
| U.S. Billboard R&B Albums | 4             |
| UK Albums Chart           | 4             |

## Sencillos
- "Sign o' the Times" (#3 U.S., #1 R&B, #8 UK)

1. "Sign o' the Times"
2. "La, La, La, He, He, Hee"

- "If I Was Your Girlfriend" (#67 U.S., #12 R&B, #20 UK)

1. "If I Was Your Girlfriend"
2. "Shockadelica"

- "U Got the Look" (#2 U.S., #11 R&B, #11 UK)

1. "U Got the Look"
2. "Housequake"

- "I Could Never Take the Place of Your Man" (#10 U.S., #14 R&B, #29 UK)

1. "I Could Never Take the Place of Your Man"
2. "Hot Thing" (#63 US, #14 R&B)

## Créditos
- Susannah Melvoin: Coros en "Sign o' the Times" y "Starfish and Coffee"; voz "It's Gonna Be a Beautiful Night"
- Eric Leeds: Saxofón
- Atlanta Bliss: Trompeta
- Sheena Easton: Voz en "U Got the Look"
- Sheila E.: Batería y percusión en "U Got the Look", batería y "Transmississippirap" en "It's Gonna Be A Beautiful Night"
- Clare Fischer: Arreglo de cuerdas para "Slow Love"
- Wendy Melvoin: Guitarra y coros en "Slow Love"; percusión en "Strange Relationship"
- Lisa Coleman: Coros en "Slow Love"; flautas en "Strange Relationship"
- Miko Weaver: Guitarra en "It's Gonna Be a Beautiful Night"
- Jill Jones: Voz en "It's Gonna Be a Beautiful Night"
- The Revolution: Performance en "It's Gonna Be a Beautiful Night"
- Gilbert Davison, Todd Hermann, Coke Johnson, Brad Marsh, Mike Soltys, Susan Rogers y "the Penguin": voces de fiesta en "Housequake"
- Greg Brooks, Wally Safford, Jerome Benton y "6000 maravillosos parisinos": Coros en "It's Gonna Be a Beautiful Night"
- Susan Rogers: Ingeniera de sonido
- Prince: Todas las voces e instrumentos restantes